# Буксхајм (Горња Баварска)
Буксхајм (њем. Buxheim) општина је у њемачкој савезној држави Баварска. Једно је од 30 општинских средишта округа Ајхштет. Према процјени из 2010. у општини је живјело 3.577 становника. Посједује регионалну шифру (AGS) 9176118.

## Географски и демографски подаци
Буксхајм се налази у савезној држави Баварска у округу Ајхштет. Општина се налази на надморској висини од 495 метара. Површина општине износи 22,5 km². У самом мјесту је, према процјени из 2010. године, живјело 3.577 становника. Просјечна густина становништва износи 159 становника/km².